# Dalyellia viridis
Dalyellia viridis är en plattmaskart. Dalyellia viridis ingår i släktet Dalyellia och familjen Dalyelliidae. Inga underarter finns listade i Catalogue of Life.